# Quang Vinh, Trùng Khánh
Quang Vinh là một xã thuộc huyện Trùng Khánh, tỉnh Cao Bằng, Việt Nam.

## Địa lý
Xã Quang Vinh nằm ở phía tây huyện Trùng Khánh, có vị trí địa lý:
- Phía đông giáp xã Cao Chương
- Phía tây giáp huyện Hà Quảng
- Phía nam giáp huyện Hòa An và huyện Quảng Hòa
- Phía bắc giáp xã Quang Hán.

Xã Quang Vinh có diện tích 52,43 km², dân số năm 2019 là 2.323 người, mật độ dân số đạt 44 người/km².
Trên địa bàn xã Quang Vinh có các ngọn núi như: Hói Lũng, Hung Rì, Lình, Lũng Bằng, Lũng Cuổi, Lũng Đeng, Lũng Khuyên, Lũng Pản, Lũng Pục, Lũng Roọc, Lũng Sảng, Lũng Thá, Lũng Xỏm, Lũng Y, Thăng Nà.

## Lịch sử
Địa bàn xã Quang Vinh hiện nay trước đây vốn là hai xã Quang Vinh và Lưu Ngọc thuộc huyện Trà Lĩnh.
Trước khi sáp nhập, xã Quang Vinh có diện tích 30,04 km², dân số là 1.294 người, mật độ dân số đạt 43 người/km², có 4 xóm: Lũng Xỏm, Lạc Hiển, Lũng Nà, Lũng Nặm. Xã Lưu Ngọc có diện tích 22,39 km², dân số là 1.029 người, mật độ dân số đạt 46 người/km², có 4 xóm: Lưu Ngọc, Minh Khai, Ngọc Chung, Ngọc Sơn.
Ngày 10 tháng 1 năm 2020, Ủy ban Thường vụ Quốc hội ban hành Nghị quyết số 864/NQ-UBTVQH14 về việc sắp xếp các đơn vị hành chính cấp huyện, cấp xã thuộc tỉnh Cao Bằng (nghị quyết có hiệu lực từ ngày 1 tháng 2 năm 2020). Theo đó, sáp nhập toàn bộ diện tích và dân số của xã Lưu Ngọc vào xã Quang Vinh.
Ngày 1 tháng 3 năm 2020, huyện Trà Lĩnh giải thể, xã Quang Vinh được sáp nhập vào huyện Trùng Khánh.

## Hành chính
Xã Quang Vinh được chia thành 8 xóm: Lạc Hiển, Lũng Nà, Lũng Nặm, Lũng Xỏm, Lưu Ngọc, Minh Khai, Ngọc Chung, Ngọc Sơn.